# Tapa (Estônia)

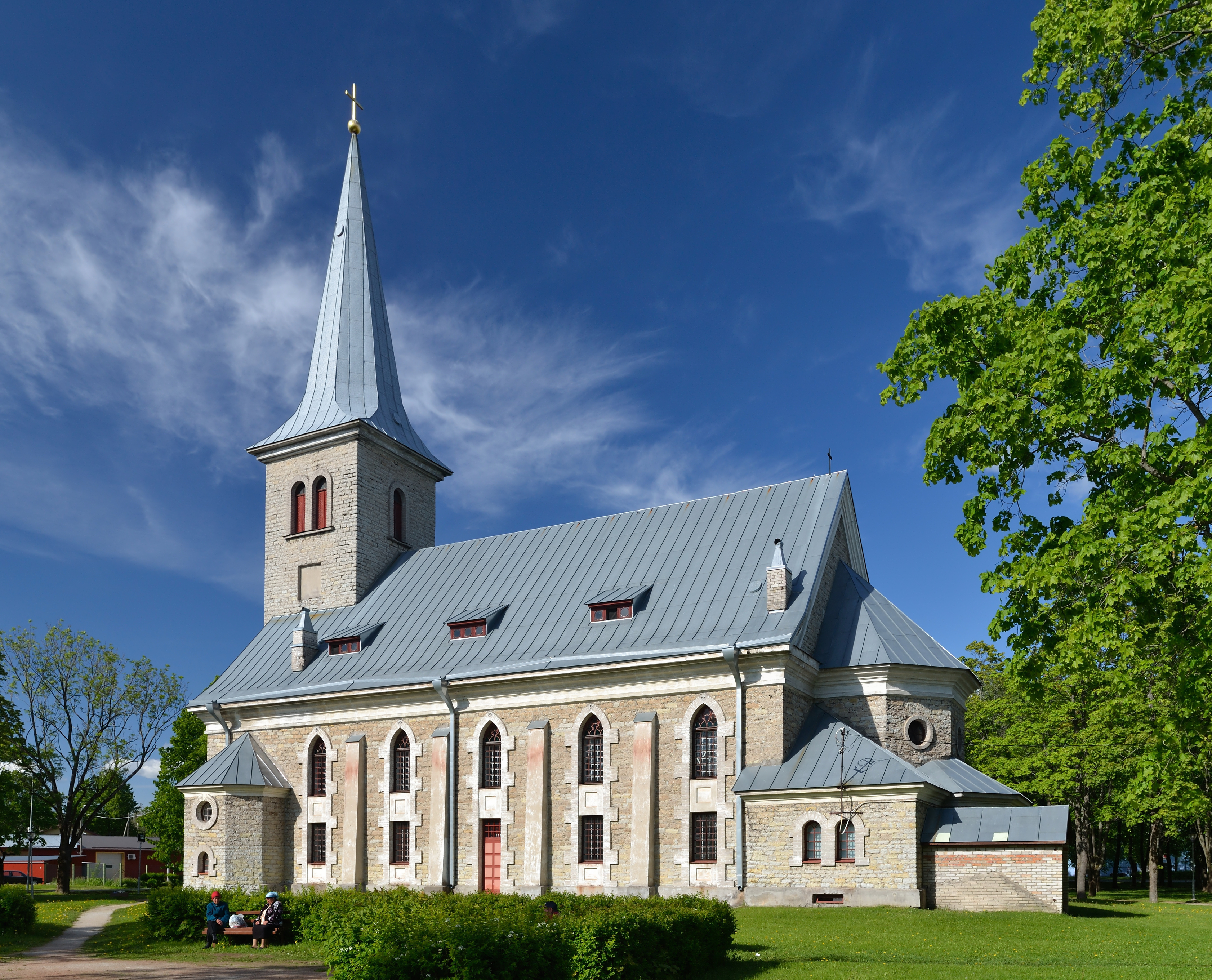

Tapa é uma cidade estoniana localizada na região de Lääne-Virumaa.

## Cidades irmãs
- Akaa
- Preetz
- Dobele
- Trosa
- Cumberland